# スポーティン・ライフ
『スポーティン・ライフ』（Sportin' Life）は、アメリカ合衆国のエレクトリック・ジャズ・バンド、ウェザー・リポートの13枚目のスタジオ・アルバム。1985年に発売された。このバンドのアルバムとしては初めて、大幅にボーカルを取り入れたのだが、その大部分は歌詞を伴わない。また、繰り返し歌われるフレーズのほとんどは、ボビー・マクファーリンもしくはカール・アンダーソンによるものである。
アルバムのタイトルは、ジョージ・ガーシュウィンとヘイワードのオペラ『ポーギーとベス』の中の登場人物「スポーティン・ライフ」にちなんだものである。

## 収録曲
| #  | タイトル                                                                 | 作詞 | 作曲                                                             | 時間 |
| -- | ------------------------------------------------------------------------ | ---- | ---------------------------------------------------------------- | ---- |
| 1. | 「コーナー・ポケット - "Corner Pocket"」                                 |      | ザヴィヌル                                                       | 5:46 |
| 2. | 「インディスクリションズ - "Indiscretions"」                             |      | ザヴィヌル                                                       | 4:05 |
| 3. | 「ホット・カーゴ - "Hot Cargo"」                                         |      | ザヴィヌル                                                       | 4:41 |
| 4. | 「コンフィアンス - "Confians"」                                          |      | シネル                                                           | 5:07 |
| 5. | 「パール・オン・ザ・ハーフ・シェル - "Pearl on the Half Shell"」         |      | ショーター                                                       | 4:06 |
| 6. | 「ホワッツ・ゴーイン・オン - "What's Going On"」                         |      | リナルド・ベンソン/アルフレッド・クリーヴランド/マーヴィン・ゲイ | 6:29 |
| 7. | 「フェイス・オン・ザ・バールーム・フロア - "Face on the Barroom Floor"」 |      | ショーター                                                       | 3:59 |
| 8. | 「アイスピック・ウィリー - "Ice-Pick Willy"」                            |      | ザヴィヌル                                                       | 5:00 |

## パーソネル
- ジョー・ザヴィヌル (Joe Zawinul) - キーボード
- ウェイン・ショーター (Wayne Shorter) - サクソフォーン
- オマー・ハキム (Omar Hakim) - ドラム、バックボーカル (「コンフィアンス」)
- ヴィクター・ベイリー (Victor Bailey) - ベース、バックボーカル (「コンフィアンス」)
- ミノ・シネル (Mino Cinelu) - パーカッション、リードボーカル&ギター (「コンフィアンス」)

### ゲスト・ミュージシャン
- ボビー・マクファーリン (Bobby McFerrin) - ボーカル (1、3、5、8曲目)
- カール・アンダーソン (Carl Anderson) - ボーカル (1、3、8曲目)
- ディー・ディー・ベルソン (Dee Dee Bellson) - ボーカル (1、3、8曲目)
- アルフィー・サイラス (Alfie Silas) - ボイス (1、3、8曲目)